# Cowboys and Angels
Pour plus de détails, voir Fiche technique et Distribution.
Cowboys and Angels est un film irlandais réalisé par David Gleeson, sorti en 2003.

## Synopsis
Un fonctionnaire malheureux emménage en colocation avec un étudiant gay dans le domaine de la mode. Ils sont confrontés au monde de la nuit et de la drogue,.

## Fiche technique
- Titre : Cowboys and Angels
- Réalisation : David Gleeson
- Scénario : David Gleeson
- Musique : Stephen McKeon
- Photographie : Volker Tittel
- Montage : Andrew Bird
- Production : Nathalie Lichtenthaeler
- Société de production : Wide Eye Films, Peter Stockhaus Filmproduktion et Grosvenor Park Productions
- Pays :  Irlande,  Allemagne et  Royaume-Uni
- Genre : Comédie dramatique
- Durée : 89 minutes
- Dates de sortie : 
  -  Brésil : 5 octobre 2003 (festival international du film de Rio de Janeiro)
  -  Irlande : 23 juillet 2004

## Distribution
- Michael Legge : Shane Butler
- Allen Leech : Vincent Cusack
- Amy Shiels : Gemma
- David Murray : Keith
- Frank Kelly : Jerry
- Colm Coogan : Budgie
- Sean Power : Frankie
- Alvaro Lucchesi : Bunny
- Frank Coughlan : Richard Walsh

## Distinctions
Le film est nommé pour quatre Irish Film and Television Awards et reçoit celui de meilleurs costumes.

## Article annexe
- Psychotrope au cinéma et à la télévision